# Chrystian VII Oldenburg
Chrystian VII (Christian VII), (ur. 29 stycznia 1749 w Kopenhadze, zm. 13 marca 1808 w Rendsburgu) – król Danii i Norwegii w latach 1766–1808 oraz książę Szlezwiku-Holsztynu. 

## Życiorys
Był synem Fryderyka V i jego pierwszej żony, Luizy, córki Jerzego II, króla Wielkiej Brytanii. Został królem po śmierci ojca, 13 stycznia 1766 roku. W tym samym roku, 8 listopada, poślubił Karolinę Matyldę, siostrę Jerzego III, króla Wielkiej Brytanii. Z ich związku urodziło się dwoje dzieci: następca tronu Fryderyk VI i córka Luiza Augusta.
Chrystian VII przez większość życia był chory psychicznie, prawdopodobnie na schizofrenię. Z powodu choroby przez większość panowania był królem jedynie formalnie, a rzeczywistą władzę sprawowali regenci. Nie jest jednak do końca jasne, kiedy Chrystian przestał być zdolny do rządzenia krajem.  
W latach 1770–1771 jedną z kluczowych postaci w Danii był niemiecki lekarz, Johann Friedrich Struensee, mianowany przez króla doradcą i ministrem. W czasach pełnienia przez niego urzędu podjęto szereg reform inspirowanych ideami oświeceniowymi. Według wielu badaczy Struensee od początku swojej działalności wykorzystywał słabość Chrystiana VII i za pomocą odpowiednich dekretów uzyskał w państwie pozycję de facto regenta; pojawia się jednak również pogląd, że w pierwszym okresie wpływów Struenseego król był dość sprawny umysłowo, a reformy przypisywane ministrowi były przynajmniej częściowo jego dziełem.  
Uważa się, że Struensee miał romans z królową Karoliną, a księżniczka Luiza Augusta była w istocie jego córką. W styczniu 1772 roku minister został aresztowany, a niedługo później stracony pod zarzutami m.in. spisku przeciw królowi i dążenia do nielegalnego przejęcia władzy. Upadek niedawnego faworyta królewskiego był spowodowany niezadowoleniem szlachty z jego rządów. Do stronnictwa przeciwników ministra należała także królowa-matka Juliana.  
W wyniku skandalu król pod naciskiem swojego otoczenia rozwiódł się z żoną, która opuściła Danię i wyjechała do Księstwa Hanoweru.  
Od 1772 do 1784 roku władzę w zastępstwie króla sprawowali królowa-matka i Ove Høegh-Guldberg, a od 1784 roku następca tronu książę Fryderyk i hrabia Andreas Bernstorff, który do swojej śmierci w 1797 r. pełnił de facto funkcję premiera. Chrystian VII zmarł w 1808 roku w Rendsburgu w wieku 59 lat.
Romans żony Chrystiana VII z Johannem Struensee stanowi kanwę fabuły filmu Kochanek królowej z 2012 roku. Postać Chrystiana w filmie gra Mikkel Boe Følsgaard. Natomiast w role Johanna Struensee oraz Królowej Karoliny Matyldy wcielili się Mads Mikkelsen oraz Alicia Vikander.
Był suwerenem i posiadaczem duńskich orderów Danebroga, Słonia, Wierności, Matyldy i Chrystiana VII oraz odznaczonym szwedzkim Orderem Serafinów.

## Genealogia
| Prapradziadkowie                                           | król Danii i Norwegii Chrystian V ∞1667 Karolina Amelia Heska | Gustav Adolf Mecklenburg ∞1654 Magdalene Sibylle Holstein-Gottorp | Jerzy Albert Hohenzollern ∞1651 Maria Elisabeth Holstein-Glücksburg | Albert Fryderyk Wolfstein ∞ Zofia Luiza Castell-Remlingen   | Ernest Hanowerski ∞1658 Zofia Wittelsbach       | Jerzy Wilhelm Brunswick-Lüneburg ∞ Eleonore d'Esmier d'Olbreuse | Albert V Hohenzollern ∞1651 Zofia Małgorzata Oettingen-Oettingen | Jan Jerzy Wettyn ∞ Joanna Sayn-Wittgenstein              |
| Pradziadkowie                                              | Fryderyk IV Oldenburg ∞1695 Ludwika Meklemburska              | Fryderyk IV Oldenburg ∞1695 Ludwika Meklemburska                  | Krystian Henryk Hohenzollern ∞1687 Zofia Krystyna Wolfstein         | Krystian Henryk Hohenzollern ∞1687 Zofia Krystyna Wolfstein | Jerzy I Hanowerski ∞1682 Zofia Dorota z Celle   | Jerzy I Hanowerski ∞1682 Zofia Dorota z Celle                   | Jan Fryderyk Hohenzollern ∞1681 Eleonore Erdmuthe Wettyn         | Jan Fryderyk Hohenzollern ∞1681 Eleonore Erdmuthe Wettyn |
| Dziadkowie                                                 | Chrystian VI Oldenburg ∞1721 Zofia Magdalena Hohenzollern     | Chrystian VI Oldenburg ∞1721 Zofia Magdalena Hohenzollern         | Chrystian VI Oldenburg ∞1721 Zofia Magdalena Hohenzollern           | Chrystian VI Oldenburg ∞1721 Zofia Magdalena Hohenzollern   | Jerzy II Hanowerski ∞1705 Karolina Hohenzollern | Jerzy II Hanowerski ∞1705 Karolina Hohenzollern                 | Jerzy II Hanowerski ∞1705 Karolina Hohenzollern                  | Jerzy II Hanowerski ∞1705 Karolina Hohenzollern          |
| Rodzice                                                    | Fryderyk V Oldenburg ∞1743 Ludwika Hanowerska                 | Fryderyk V Oldenburg ∞1743 Ludwika Hanowerska                     | Fryderyk V Oldenburg ∞1743 Ludwika Hanowerska                       | Fryderyk V Oldenburg ∞1743 Ludwika Hanowerska               | Fryderyk V Oldenburg ∞1743 Ludwika Hanowerska   | Fryderyk V Oldenburg ∞1743 Ludwika Hanowerska                   | Fryderyk V Oldenburg ∞1743 Ludwika Hanowerska                    | Fryderyk V Oldenburg ∞1743 Ludwika Hanowerska            |
| Chrystian VII Oldenburg (1749-1808), król Danii i Norwegii |                                                               |                                                                   |                                                                     |                                                             |                                                 |                                                                 |                                                                  |                                                          |